# Гафтанюк Костянтин Тимофійович
Костянти́н Тимофі́йович Гафтаню́к (нар. 27 лютого 1925, село Ольгопіль, тепер Вінницька область) — український діяч, начальник управління лісового господарства і лісозаготівель Львівського облвиконкому, заслужений лісівник України.

## Життєпис
1944 року мобілізований в Радянську Армію, брав участь в бойових діях. Демобілізувавшись, з 1946 по 1948 рік працював секретарем Журавнівського райкому ЛКСМУ, у 1948-1949-х — на педагогічній роботі.
1954 року закінчив Львівський лісотехнічний інститут. З цього ж року працював у лісовому господарстві на посадах інженера лісового господарства, старшого лісничого Радехівського і Нестерівського лісгоспзагів.
1959 року призначений на посаду директора Самбірського лісгоспзагу, 1965 роком переведений на посаду директора Львівського лісгоспзагу. Протягом 1966—1990 років очолював Львівське обласне управління лісового господарства і лісозаготівель («Львівліс»).
На цій посаді свої зусилля спрямовував на відновлення розладнаних безсистемними повоєнними рубками деревостанів та створення нових лісів. Є одним з організаторів комплексних лісових підприємств, які до 1995 року наростили великі промислові потужності. Запроваджені за Гафтанюка нові технології дали змогу відновити високопродуктивні ліси, успішно провадити лісорозведення, механізацію виробництва, збільшити первинну переробку деревини та відходів, забезпечувалося виготовлення товарів широкого вжитку.
Є автором монографії «Історія лісового господарства Львівщини» (2001 р.).

### Нагороди
- два ордени Трудового Червоного Прапора
- орден Вітчизняної війни ІІ ступеня
- орден Богдана Хмельницького ІІІ ступеня
- медаль «За відвагу»
- медаль «За трудову доблесть»
- медаль «За доблесну працю. В ознаменування 100-річчя з дня народження Володимира Ілліча Леніна» (1970)
- ще 8 медалями.
- Заслужений лісівник УРСР (1.06.1973)